# Бібліографія Гордона Р. Діксона

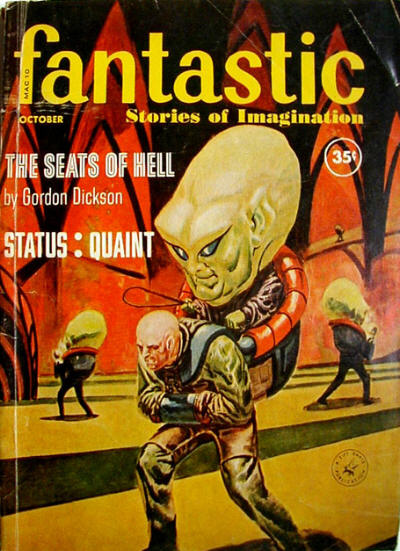
Повість Гордона Діксона «Пекельні сидіння» на обкладинці випуску часопису «Fantastic», що вийшов у травні 1959 року.

Нижче наведена повна бібліографія Гордона Руперта Діксона (1923—2001), автора наукової фантастики та фентезі.

## Збірки та антології

### 1950-ті
- 1957 — «Тягар землянина» (англ. «Earthman's Burden»), з Полом Андерсоном, Gnome Press, тверда обкладинка, збірка
  - «Шериф ущелини Ґалч» (англ. «The Sheriff of Canyon Gulch»), також відома як «Створені герої» (англ. «Heroes Are Made»; 1951, оповідання)
  - «Дон Джонс» (англ. «Don Jones»; повість)
  - «У Гока-Синьо-Вінчезе» (англ. «In Hoka Signo Vinces»; 1951, оповідання)
  - «Пригода загубленого гончака» (англ. «The Adventure of the Misplaced Hound»; 1953, повість)
  - «Йо Го Гока!» (англ. «Yo Ho Hoka!»; 1955, повість)
  - «Воїни Тіддливінка» (англ. «The Tiddlywink Warriors»; 1955, повість)

### 1960-ті
- 1963 — «Три В Рода Серлінґа: Ворожки, волхви та вовкулаки» (англ. «Rod Serling's Triple W: Witches, Warlocks and Werewolves»; Bantam Books, м'яка обкладинка, збірка)
  - «Амулет» (англ. «The Amulet»; 1959, оповідання)
- 1967 — «Дияволи та демони Рода Серлінґа» (англ. «Rod Serling's Devils and Demons»; Bantam Books, м'яка обкладинка, збірка)

### 1970-ті
- 1970 — «Людина-небезпека» (англ. «Danger—Human»; Doubleday, тверда обкладинка, збірка)
  - «Людина-небезпека» (англ. «Danger—Human»; 1957, оповідання)
  - «Шлях дельфіна» (англ. «Dolphin's Way»; 1964, оповідання)
  - «І настав мир» (англ. «And Then There Was Peace»; 1962, оповідання)
  - «Людина з Землі» (англ. «The Man from Earth»; 1964, оповідання)
  - «Чорний Чарлі» (англ. «Black Charlie»; 1954, оповідання)
  - «Зіпсдей» (англ. «Zeepsday»; 1956, оповідання)
  - «Цикл про Чайльда» (англ. «Childe Cycle»; 1954, оповідання)
  - «Гідна смерть» (англ. «An Honorable Death»; 1961, оповідання)
  - «Плаский тигр» (англ. «Flat Tiger»; 1956, оповідання)
  - «Джеймс» (англ. «James»; 1955, оповідання)
  - «Кар'єр» (англ. «The Quarry»; 1958, оповідання)
  - «Називай його повелителем» (англ. «Call Him Lord»; 1966, оповідання)
  - «Сталевий брат» (англ. «Steel Brother»; 1952, повість)
- 1970 — «Мутанти» (англ. «Mutants»; Macmillan Publishers, тверда обкладинка, збірка)
  - «Вояка» (англ. «Warrior»; 1965, повість)
  - «З народу» (англ. «Of the People»; 1955, оповідання)
  - «Людина-небезпека» (англ. «Danger—Human»; 1957, оповідання)
  - «Реабілітований» (англ. «Rehabilitated»; 1961, оповідання)
  - «Слухай» (англ. «Listen»; 1952, оповідання)
  - «Срібні дахи» (англ. «Roofs of Silver»; 1962, повість)
  - «Біля нового вогнища» (англ. «By New Hearth Fires»; 1959, оповідання)
  - «Ідіот Солвант» (англ. «Idiot Solvant»; 1962, оповіданняоповідання)
  - «Безсмертний» (англ. «The Immortal»; 1965, повість)
  - «Пані Прінкс» (англ. «Miss Prinks»; 1954, оповідання)
  - «Додому з берега» (англ. «Home from the Shore»; 1963, повість)
- 1973 — «Книга Гордона Діксона» (англ. «The Book of Gordon Dickson»; DAW Books, м'яка обкладинка, збірка)
- 1973 — «Зоряна дорога[en]» (англ. «The Star Road»; Doubleday, тверда обкладинка, збірка)
  - «Якими б не були боги» (англ. «Whatever Gods There Be»; 1961, оповідання)
  - «Гіліфтер» (англ. «Hilifter»; 1963, оповідання)
  - «Будівництво на лінії» (англ. «Building on the Line»; 1968, повість)
  - «Різдвяний подарунок» (англ. «The Christmas Present»; 1958, оповідання)
  - «Головоломка з трьох частин» (англ. «Three-Part Puzzle»; 1962, оповідання)
  - «На горі вісника» (англ. «On Messenger Mountain»; 1964, повість)
  - «Улов» (англ. «The Catch»; 1959, оповідання)
  - «Шакаляча їжа» (англ. «Jackal's Meal»; 1969, повість)
  - «Мишоловка» (англ. «The Mousetrap»; 1952, оповідання)
- 1974 — «Стародавній ворог мій» (англ. «Ancient, My Enemy»; Doubleday, тверда обкладинка, збірка)
  - «Стародавній ворог мій» (англ. «Ancient, My Enemy»; 1969, повість)
  - «Дійові особи» (англ. «The Odd Ones»; 1955, оповідання)
  - «Мавпячий ключ» (англ. «The Monkey Wrench»; 1951, оповідання)
  - «Зелений тигр» (англ. «Tiger Green»; 1965, повість)
  - «Приязна людина» (англ. «The Friendly Man»; 1951, оповідання)
  - «Кохай мене по-справжньому» (англ. «Love Me True»; 1961, оповідання)
  - «Наша перша смерть» (англ. «Our First Death»; 1955, повість)
  - «У кістці» (англ. «In the Bone»оповідання; 1966, оповідання)
  - «Похмурий і безплідний край» (англ. «The Bleak and Barren Land»; 1953, повість)
- 1975 — «Бойова наукова фантастика» (англ. «Combat SF»; Doubleday, тверда обкладинка, антологія)
  - «Рикошет на Міоповіданнязі» (англ. «Ricochet on Miza»; 1952, оповідання)
- 1978 — «Найкраща наукова фантастика Гордона Р. Діксона» (англ. «Gordon R. Dickson's SF Best»; Dell Publishing, м'яка обкладинка, збірка)
  - «Гіліфтер» (англ. «Hilifter»; 1963, оповідання)
  - «Брат Чарлі» (англ. «Brother Charlie»; 1958, повість)
  - «Акт творення» (англ. «Act of Creation»; 1957, оповідання)
  - «Ідіот Солвант» (англ. «Idiot Solvant»; 1962, оповіданняоповідання)
  - «Називай його повелителем» (англ. «Call Him Lord»; 1966, оповідання)
  - «Зелений тигр» (англ. «Tiger Green»; 1965, повість)
  - «З народу» (англ. «Of the People»; 1955, оповідання)
  - «Шлях дельфіна» (англ. «Dolphin's Way»; 1964, оповідання)
  - «У кістці» (англ. «In the Bone»; 1966, оповідання)
- 1978 — «Переможці дванадцятої премії Неб'юла» (англ. «Nebula Winners Twelve»; збірка: Harper & Row, тверда обкладинка; Bantam Books, м'яка обкладинка, 1979)
- 1979 — «Дух Дорсаї» (англ. «The Spirit of Dorsai»; Ace Books, м'яка обкладинка, збірка)
  - «Аманда Морґан» (англ. «Amanda Morgan»; повість)
  - «Брати» (англ. «Brothers»; 1973, повість)

### 1980-ті
- 1980 — «У залізні роки» (англ. «In Iron Years»; збірки: Doubleday, тверда обкладинка; Ace Books, м'яка обкладинка, 1981)
  - «У залізні роки» (англ. «In Iron Years»; повість)
  - «Повернення до дому» (англ. «Homecoming»; оповідання)
  - «Смак влади» (англ. «A Taste of Tenure»; повість)
  - «Добрий час» (англ. «The Hours Are Good»; оповідання)
  - «Дари» (англ. «Gifts»; оповідання)
  - «Зіпсдей» (англ. «Zeepsday»; оповідання)
  - «Те, що належить кесареві» (англ. «Things Which Are Caesar's»; повість)
- 1980 — «Загублений Дорсаї» (англ. «Lost Dorsai»; Ace Books, тверда обкладинка, збірка)
  - «Загублений Дорсаї» (англ. «Lost Dorsai»; повість)
  - «Вояка» (англ. «Warrior»; повість)
  - «Закінчена енциклопедія: Витяг» (англ. «The Final Encyclopedia: An Excerpt»)
- 1981 — «Кохання не людське» (англ. «Love Not Human»; Ace Books, м'яка обкладинка, збірка)
  - «Чорний Чарлі» (англ. «Black Charlie»; 1954, оповідання)
  - «Місяць, червень, ложка, крук» (англ. «Moon, June, Spoon, Croon»; оповідання)
  - «Літні гості» (англ. «The Summer Visitors»; оповідання)
  - «Слухай» (англ. «Listen»; 1952, оповідання)
  - «Цвинтар» (англ. «Graveyard»; повість)
  - «Фідо» (англ. «Fido»; оповідання)
  - «Злам Джеррі МакКлауда» (англ. «The Breaking of Jerry McCloud»; оповідання)
  - «Кохай мене по-справжньому» (англ. «Love Me True»; оповідання)
  - «Різдвяний подарунок» (англ. «The Christmas Present»; оповідання)
  - «Навряд чи це справедливо» (англ. «It Hardly Seems Fair»), також відома як «Смертний і чудовисько» (англ. «The Mortal and the Monster»; повість)
- 1983 — «Гока!» (англ. «Hoka!»; Wallaby Books, тверда обкладинка, збірка)
  - «Радість у Мадвіллі» (англ. «Joy in Mudville»; повість)
  - «Недипломатичний імунітет» (англ. «Undiplomatic Immunity»; повість)
  - «Повний комплект («Вітер Гоки»)» (англ. «Full Pack» («Hokas Wild»); повість)
  - «Злочин Наполеона» (англ. «The Napoleon Crime»; повість)
- 1983 — «Людина з Землі» (англ. «The Man from Earth»; Tor Books, м'яка обкладинка, збірка)
  - «Називай його повелителем» (англ. «Call Him Lord»; 1966, оповідання)
  - «Дійові особи» (англ. «The Odd Ones»; 1955, оповідання)
  - «У кістці» (англ. «In the Bone»; 1966, оповідання)
  - «Людина-небезпека» (англ. «Danger—Human»; 1957, оповідання)
  - «Зелений тигр» (англ. «Tiger Green»; 1965, повість)
  - «Людина з Землі» (англ. «The Man from Earth»; 1964, оповідання)
  - «Стародавній ворог мій» (англ. «Ancient, My Enemy»; повість)
  - «Похмурий і безплідний край» (англ. «The Bleak and Barren Land»; повість)
  - «Сталевий брат» (англ. «Steel Brother»; 1952, повість)
  - «Кохай мене по-справжньому» (англ. «Love Me True»; оповідання)
- 1984 — «Виживання!» (англ. «Survival!»; Baen Books, м'яка обкладинка, збірка)
  - «Після похорону» (англ. «After the Funeral»; оповідання)
  - «Проривна банда» (англ. «Breakthrough Gang»; оповідання)
  - «Кнопка, кнопка» (англ. «Button, Button»; оповідання)
  - «Забери мене додому» (англ. «Carry Me Home»; повість)
  - «Друг на все життя» (англ. «Friend for Life»; оповідання)
  - «Генерал і сокира» (англ. «The General and the Axe»; повість)
  - «Джин Дюпре» (англ. «Jean Dupres»; повість)
  - «Від мертвих не заховатися» (англ. «No Shield from the Dead»; оповідання)
  - «Наша перша смерть» (англ. «Our First Death»; повість)
  - «Запитання» (англ. «The Question»; оповідання)
  - «Спасіння» (англ. «Rescue»; оповідання)
  - «Метро» (англ. «The Underground»; повість)
- 1984 — «Діксон!» (англ. «Dickson!»; NESFA Press, тверда обкладинка, збірка, обмежене видання)
  - «Цикл Чайльда: Стан на 1984» (англ. «Childe Cycle: Status 1984»; оновлена стаття)
  - «Складна путь» (англ. «The Hard Way»; повість)
  - «Коротун-законник» (англ. «The Law-Twister Shorty»; повість)
  - «З темряви» (англ. «Out of the Darkness»; оповідання)
  - «Ідеально відрегульований» (англ. «Perfectly Adjusted»; повість)
  - «Сталевий брат» (англ. «Steel Brother»; повість)
- 1985 — «Сталевий брат» (англ. «Steel Brother»; Tor Books, м'яка обкладинка, збірка)
  - «Людина в поштовому пакеті» (англ. «The Man in the Mailbag»; повість)
- 1985 — «Поза межами Дар аль-Харба» (англ. «Beyond the Dar Al-Harb»; Tor Books, м'яка обкладинка, збірка)
  - «Поза межами Дар аль-Харба» (англ. «Beyond the Dar Al-Harb»; повість)
  - «На горі вісника» (англ. «On Messenger Mountain»; повість)
  - «Те, що належить кесареві» (англ. «Things Which Are Caesar's»; повість)
- 1985 — «Вперед!» (англ. «Forward!»; Baen Books, м'яка обкладинка, збірка)
  - «Малюки в лісі» (англ. «Babes in the Wood»; оповідання)
  - «Будівництво на лінії» (англ. «Building on the Line»; повість)
  - «Мрійник» (англ. «The Dreamsman»; оповідання)
  - «Гра п'ятьох» (англ. «The Game of Five»; повість)
  - «Екскурсія» (англ. «Guided Tour»; вірш)
  - «Тюбетейка Наполеона» (англ. «Napoleon's Skullcap»; оповідання)
  - «Один на лаві підсудних» (англ. «One on Trial»; оповідання)
  - «Чудернацька тварина» (англ. «The Queer Critter»; оповідання)
  - «Р А» (англ. «The R of A»; оповідання)
  - «Місія порятунку» (англ. «Rescue Mission»; оповідання)
  - «Чи є роботи добрими?» (англ. «Robots are Nice?»; оповідання)
  - «Гілка» (англ. «Twig»; повість)
- 1985 — «Загарбники!» (англ. «Invaders!»; Baen Books, м'яка обкладинка, збірка)
  - «Помилковість їхніх шляхів» (англ. «The Error of Their Ways»; оповідання)
  - «Друг бджіл» (англ. «Fellow of the Bees»; повість)
  - «Загарбники» (англ. «The Invaders»; повість)
  - «Сильна права рука Ітко» (англ. «Itco's Strong Right Arm»; повість)
  - «Коротун-законник» (англ. «The Law-Twister Shorty»; повість)
  - «Унція емоцій» (англ. «An Ounce of Emotion»; повість)
  - «Рикошет на Мізі» (англ. «Ricochet on Miza»; оповідання)
  - «Срібні дахи» (англ. «Roofs of Silver»; повість)
- 1986 — «Супутник Дорсаї» (англ. «The Dorsai Companion»; Ace Books, м'яка обкладинка, збірка)
  - «Аманда Морґан» (англ. «Amanda Morgan»; повість)
  - «Брати» (англ. «Brothers»; повість)
  - «Загублений Дорсаї» (англ. «Lost Dorsai»; повість)
  - «Вояка» (англ. «Warrior»; повість)
- 1986 — «Останній сон» (англ. «The Last Dream»; Baen Books, м'яка обкладинка, збірка)
  - «Амулет» (англ. «The Amulet»; оповідання)
  - «Історія одного випадку» (англ. «A Case History»; оповідання)
  - «Дівчинка, яка грала у вовка» (англ. «The Girl Who Played Wolf»; оповідання)
  - «Село з привидами» (англ. «The Haunted Village»; повість)
  - «Останній сон» (англ. «The Last Dream»; оповідання)
  - «Сучасний стан досліджень Ігнеоса» (англ. «The Present State of Igneos Research»; стаття)
  - «Сальманазар» (англ. «Salmanazar»; оповідання)
  - «Дракон і Джордж» (англ. «Dragon and the George»; повість)
  - «Трійка» (англ. «The Three»; оповідання)
  - «Пішохід між літаками» (англ. «Walker Between the Planes»; повість)
  - «З маслом та гірчицею» (англ. «With Butter and Mustard»; оповідання)
  - «Ти Прентис і ти Дракон» (англ. «Ye Prentice and Ye Dragon»; вірш)
- 1986 — «Людина, яку відкинули світи» (англ. «The Man the Worlds Rejected»; Tor Books, м'яка обкладинка, 7 історій у збірці)
  - «У залізні роки» (англ. «In Iron Years»; повість)
  - «Шакаляче м'ясо» (англ. «Jackal's Meal»; повість)
  - «Людина, яку відкинули світи» (англ. «The Man the Worlds Rejected»; повість)
  - «Питання перспективи» (англ. «A Matter of Perspective»; стаття)
  - «Мінотавр» (англ. «Minotaur»; оповідання)
  - «Чудовисько і панночка» (англ. «The Monster and the Maiden»; повість)
  - «Суворо конфіденційно» (англ. «Strictly Confidential»; оповідання)
  - «Поворот» (англ. «Turnabout»; повість)
- 1986 — «Простір розуму» (англ. «Mindspan»; Baen Books, м'яка обкладинка, 12 історій у збірці)
  - «Балада про Шошону» (англ. «Ballad of the Shoshonu»; пісня)
  - «Зловити Тартара» (англ. «Catch a Tartar»; повість)
  - «Вірний Вільф» (англ. «The Faithful Wilf»; оповідання)
  - «Фліґл Фліґла» (англ. «Fleegl of Fleegl»; оповідання)
  - «Справа техніки» (англ. «A Matter of Technique»; оповідання)
  - «Пані Прінкс» (англ. «Miss Prinks»; оповідання)
  - «Операція "Р-кнопка"» (англ. «Operation P-Button»; віньєтка)
  - «Рекс і пан Реджілла» (англ. «Rex and Mr. Rejilla»; оповідання)
  - «Покажи мені шлях додому» (англ. «Show Me the Way to Go Home»; оповідання)
  - «Спритність розуму» (англ. «Sleight of Wit»; повість)
  - «Суповий камінь» (англ. «Soupstone»; повість)
  - «Кого наважиться з'їсти Бульбур?» (англ. «Who Dares a Bulbur Eat?»; оповідання)
  - «Коливання ф'ючерсів» (англ. «A Wobble in Wockii Futures»; повість)
- 1987 — «У кістці: Найкраща наукова фантастика Гордона Р. Діксона» (англ. «In the Bone: The Best Science Fiction of Gordon R. Dickson»; Ace Books, м'яка обкладинка, 11 історій у збірці)
- 1987 — «Незнайомець» (англ. «The Stranger»; Tor Books, м'яка обкладинка, 14 історій у збірці)
  - «І настав мир» (англ. «And Then There Was Peace»; оповідання)
  - «Улов» (англ. «The Catch»; оповідання)
  - «Маскування та перевдягання» (англ. «Cloak and Stagger»; повість)
  - «І Ґаблін До» (англ. «E Gubling Dow»; оповідання)
  - «Приязна людина» (англ. «The Friendly Man»; оповідання)
  - «Нехай благословить їх Господь» (англ. «God Bless Them»; повість)
  - «Зелена будівля» (англ. «The Green Building»; оповідання)
  - «ІТ, з найтемніших джунглів» (англ. «IT, Out of Darkest Jungle»; повість)
  - «Джеймс» (англ. «James»; оповідання)
  - «MX знає краще» (англ. «MX Knows Best»; повість)
  - «Кар'єр» (англ. «The Quarry»; оповідання)
  - «Незнайомець» (англ. «The Stranger»; оповідання)
  - «Темпус Нон Ф'юджіт» (англ. «Tempus Non Fugit»; повість)
  - «Головоломка з трьох частин» (англ. «Three-Part Puzzle»; оповідання)
- 1988 — «Початки» (англ. «Beginnings»; Baen Books, м'яка обкладинка)
  - «Коричнева людина» (англ. «The Brown Man»; вірш)
  - «Маскування та перевдягання» (англ. «Cloak and Stagger»; повість)
  - «Людина-небезпека» (англ. «Danger—Human!»; оповідання)
  - «Ідіот Солвант» (англ. «Idiot Solvant»; оповідання)
  - «Слухай» (англ. «Listen»; оповідання)
  - «На горі вісника» (англ. «On Messenger Mountain»; повість)
  - «Аварійна ситуація на лінії електропередач» (англ. «Powerway Emergency»; оповідання)
  - «Пекельні сидіння» (англ. «Seats of Hell»; повість)
  - «Солдате, не питай» (англ. «Soldier, Ask Not»; повість)
  - «Суворо конфіденційно» (англ. «Strictly Confidential»; оповідання)
  - «Головоломка з трьох частин» (англ. «Three-Part Puzzle»; оповідання)
- 1988 — «Кінці» (англ. «Ends»; Baen Books, м'яка обкладинка, 10 історій у збірці)
  - «Стародавній ворог мій» (англ. «Ancient, My Enemy»; повість)
  - «І настав мир» (англ. «And Then There Was Peace»; оповідання)
  - «Армагеддон» (англ. «Armageddon»; вірш)
  - «Біля нового вогнища» (англ. «By New Hearth Fires»; оповідання)
  - «Називайте Його Господом» (англ. «Call Him Lord»; оповідання)
  - «Комп'ютери не сперечаються» (англ. «Computers Don't Argue»; оповідання)
  - «Увійти як пілігрим» (англ. «Enter a Pilgrim»; оповідання)
  - «Гідна смерть» (англ. «An Honorable Death»; оповідання)
  - «Загублений Дорсаї» (англ. «Lost Dorsai»; повість)
  - «Остання подорож» (англ. «Last Voyage»; оповідання)
  - «Мінотавр» (англ. «Minotaur»; повість)
  - «Випередження» (англ. «A Outrance»; вірш)
  - «Поворот» (англ. «Turnabout»; повість)
  - «Якими б не були боги» (англ. «Whatever Gods There Be»; оповідання)
- 1988 — «Екскурсія» (англ. «Guided Tour»; Tor Books, м'яка обкладинка, 14 історій у збірці)
  - «Контрподразник» (англ. «Counter-Irritant»; оповідання)
  - «Плаский тигр» (англ. «Flat Tiger»; оповідання)
  - «Екскурсія» (англ. «Guided Tour»; вірш)
  - «Гіліфтер» (англ. «Hilifter»; оповідання)
  - «Я намагався тобі сказати» (англ. «I've Been Trying to Tell You»; оповідання)
  - «Остання подорож» (англ. «Last Voyage»; оповідання)
  - «Лулунґоміна» (англ. «Lulungomeena»; оповідання)
  - «Мавпячий ключ» (англ. «The Monkey Wrench»; оповідання)
  - «Мишоловка» (англ. «The Mousetrap»; оповідання)
  - «Унція емоцій» (англ. «An Ounce of Emotion»; повість)
  - «Повстанці» (англ. «The Rebels»; оповідання)
  - «Реабілітований» (англ. «Rehabilitated»; оповідання)
  - «Зоряний дурень» (англ. «The Star Fool»; оповідання)
  - «Грабіжник часу» (англ. «Time Grabber»; оповідання)

### 1990-ті
- 1991 — «Геррієри» (англ. «The Harriers»; антологія, м'яка обкладинка)
- 1993 — «Кров і війна («Геррієри», Том 2)» (англ. «Blood and War» («The Harriers», Vol 2); антологія, м'яка обкладинка)
- 1998 — «Гока! Гока! Гока!» (англ. «Hoka! Hoka! Hoka!»; збірка, м'яка обкладинка)
  - «Пригода загубленого гончака» (англ. «The Adventure of the Misplaced Hound»; 1953, повість)
  - «Дон Джонс» (англ. «Don Jones»; повість)
  - «У Гока-Синьо-Вінчезе» (англ. «In Hoka Signo Vinces»; 1951, оповідання)
  - «Радість у Мадвіллі» (англ. «Joy in Mudville»; повість)
  - «Шериф ущелини Ґалч» (англ. «The Sheriff of Canyon Gulch»), також відома як «Створені герої» (англ. «Heroes Are Made»; 1951, оповідання)
  - «Воїни Тіддливінка» (англ. «The Tiddlywink Warriors»; 1955, повість)
  - «Недипломатичний імунітет» (англ. «Undiplomatic Immunity»; повість)
  - «Йо Го Гока!» (англ. «Yo Ho Hoka!»; 1955, повість)

### 2000-ні
- 2000 — «Гокас Покас» (англ. «Hokas Pokas»; збірка/омнібус, м'яка обкладинка)
  - «Повний комплект («Вітер Гоки»)» (англ. «Full Pack» («Hokas Wild»); повість)
  - «Злочин Наполеона» (англ. «The Napoleon Crime»; повість)
  - «Зоряний принц Чарлі» (англ. «Star Prince Charlie»; 1975, роман)

- 2003 — «Людська межа» (англ. «The Human Edge»; 12 раніше зібраних історій, м'яка обкладинка)
  - «Брат Чарлі» (англ. «Brother Charlie»; повість)
  - «Улов» (англ. «The Catch»; оповідання)
  - «Людина-небезпека» (англ. «Danger—Human»; 1957, оповідання)
  - «Гра п'ятьох» (англ. «The Game of Five»; повість)
  - «Складний шлях» (англ. «The Hard Way»; повість)
  - «У кістці» (англ. «In the Bone»; 1966, оповідання)
  - «Шакаляча їжа» (англ. «Jackal's Meal»; 1969, повість)
  - «На горі вісника» (англ. «On Messenger Mountain»; повість)
  - «Унція емоцій» (англ. «An Ounce of Emotion»; повість)
  - «Спритність розуму» (англ. «Sleight of Wit»; повість)
  - «Головоломка з трьох частин» (англ. «Three-Part Puzzle»; 1962, оповідання)
  - «Зелений тигр» (англ. «Tiger Green»; повість)

## Романи

### 1950-ті
- 1956 — «Прибулець з Арктура» (англ. «Alien From Arcturus»)
- 1956 — «Втеча людства» (англ. «Mankind on the Run»)
- 1959 — «Дорсаї!» (англ. «Dorsai!»)

### 1960-ті
- 1960 — «Генетичний генерал» (англ. «The Genetic General»)
- 1960 — «Таємниця під водою» (англ. «Secret Under the Sea»)
- 1960 — «Час для телепортації» (англ. «Time to Teleport»)
- 1961 — «Світ ілюзій» (англ. «Delusion World»)
- 1961 — «Оголені до зірок» (англ. «Naked to the Stars»)
- 1961 — «Космічна доставка» (англ. «Spacial Delivery»)
- 1962 — «Некромант» (англ. «Necromancer»)
- 1963 — «Немає місця для людини» (англ. «No Room For Man»)
- 1963 — «Таємниця під Антарктидою» (англ. «Secret Under Antarctica»)
- 1964 — «Таємниця під Карибським морем» (англ. «Secret Under the Caribbean»)
- 1965 — «Чужий шлях» (англ. «The Alien Way»)
- 1965 — «Місія у Всесвіт» (англ. «Mission to Universe»)
- 1965 — «Космічні переможці» (англ. «Space Winners»)
- 1967 — «Планетарний забіг» (англ. «Planet Run»; разом з Кітом Ломером)
- 1967— «Солдате, не питай» (англ. «Soldier, Ask Not»)
- 1967 — «Космічні плавці» (англ. «The Space Swimmers»)
- 1969 — «Ніхто, крім людини» (англ. «None But Man»)
- 1969 — «Космолапа» (англ. «Spacepaw»)
- 1969 — «Вульфлінг» (англ. «Wolfling»)

### 1970-ті
- 1970 — «Година Орди» (англ. «The Hour of the Horde»)
- 1970 — «Тактика помилок» (англ. «Tactics of Mistake»)
- 1971 — «Форпост» (англ. ««The Outposter»)
- 1971 — «Світ сновид» (англ. Sleepwalker's World»)
- 1972 — «Прітчерська меса» (англ. «The Pritcher Mass»)
- 1973 — «Іншопланетне мистецтво» (англ. «Alien Art»)
- 1973 — «Далекий поклик» (англ. «The Far Call»)
- 1973 — «Р-Майстер» (англ. «The R-Master»)
- 1974 — «Гремліни, йдіть додому!» (англ. «Gremlins, Go Home!»)
- 1975 — «Рятувальна шлюпка» (англ. «Lifeboat»; разом з Гаррі Гаррісоном)
- 1975 — «Зоряний принц Чарлі» (англ. «Star Prince Charlie»; разом з Полом Андерсоном)
- 1976 — «Дракон і Джордж» (англ. «The Dragon and the George»)
- 1976 — «Рятувальний корабель» (англ. «The Lifeship»)
- 1977 — «Часовий шторм» (англ. «Time-Storm»)
- 1978 — «Додому з берега» (англ. «Home From the Shore»)
- 1978 — «Про» (англ. «Pro»)
- 1979 — «Посадка на Арктур» (англ. «Arcturus Landing»)
- 1979 — «Майстри Еверона» (англ. «Masters of Everon»)

### 1980-ті
- 1984 — «Закінчена енциклопедія» (англ. «The Final Encyclopedia»)
- 1984 — «Джеймі Рудий» (англ. «Jamie the Red»; разом з Роландом Ґріном)
- 1986 — «Вічна людина» (англ. «The Forever Man)
- 1987 — «Шлях пілігрима» (англ. «Way of the Pilgrim)
- 1988 — «Співоча гільдія» (англ. «The Chantry Guild)
- 1989 — «Повелителі Землі» (англ. «The Earth Lords)

### 1990-ті
- 1990 — «Лицар-Дракон» (англ. «The Dragon Knight)
- 1990 — «Вовк і залізо» (англ. «Wolf and Iron)
- 1991 — «Юний Блейз» (англ. «Young Bleys)
- 1992 — «Дракон на кордоні» (англ. «The Dragon on the Border)
- 1992 — «Дракон у війні» (англ. «The Dragon at War)
- 1994 — «Дракон, ярл і троль» (англ. «The Dragon, the Earl, and the Troll)
- 1994 — «Інші» (англ. «Other)
- 1995 — «Чудернацький Вільф» (англ. «The Magnificent Wilf)
- 1996 — «Дракон і джинн» (англ. «The Dragon and the Djinn)
- 1997 — «Дракон і гнучкий король» (англ. «The Dragon and the Gnarly King)
- 1997 — «Закінчена енциклопедія: Том 2» (англ. «The Final Encyclopedia: Vol 2)
- 1998 — «Дракон у Ліонессі» (англ. «The Dragon in Lyonesse)

### 2000-ні
- 2001 — «Дракон і Кентська Прекрасна Панна» (англ. «The Dragon and the Fair Maid of Kent»)

## Оповідання та повісті

### А
- 1972 — «Аварійна ситуація на лінії електропередач» (англ. «Powerway Emergency»; оповідання)
- 1957 — «Акт творення» (англ. «Act of Creation»; 1957, оповідання)
- 1979 — «Аманда Морґан» (англ. «Amanda Morgan»; повість)
- 1959 — «Амулет» (англ. «The Amulet»; оповідання)

### Б
- 1985 — «Бачиш тепер, паломник» (англ. «See Now, a Pilgrim»; повість)
- 1965 — «Безсмертний» (англ. «The Immortal»; повість)
- 1959 — «Біля нового вогнища» (англ. «By New Hearth Fires»; оповідання)
- 1958 — «Брат Чарлі» (англ. «Brother Charlie»; повість)
- 1973 — «Брати» (англ. «Brothers»; повість)
- 1985 — «Будинок зброї» (англ. «House of Weapons»; повість)
- 1968 — «Будівництво на лінії» (англ. «Building on the Line»; повість)

### В
- 1953 — «Від мертвих не заховатися» (англ. «No Shield from the Dead»; оповідання)
- 1963 — «Вірний Вільф» (англ. «The Faithful Wilf»; оповідання)
- 1955 — «Воїни Тіддливінка» (англ. «The Tiddlywink Warriors»; повість)
- 1965 — «Вояка» (англ. «Warrior»; повість)

### Г
- 1957 — «Генерал і сокира» (англ. «The General and the Axe»; повість)
- 1961 — «Гідна смерть» (англ. «An Honorable Death»; оповідання)
- 1963 — «Гіліфтер» (англ. «Hilifter»; оповідання)
- 1974 — «Гілка» (англ. «Twig»; повість)
- 1962 — «Головоломка з трьох частин» (англ. «Three-Part Puzzle»; оповідання)
- 1957 — «Гра п'ятьох» (англ. «The Game of Five»; повість)
- 1952 — «Грабіжник часу» (англ. «Time Grabber»; оповідання)

### Д
- 1958 — «Дари» (англ. «Gifts»; оповідання)
- 1955 — «Джеймс» (англ. «James»; оповідання)
- 1970 — «Джин Дюпре» (англ. «Jean Dupres»; повість)
- 1958 — «Дівчинка, яка грала у вовка» (англ. «The Girl Who Played Wolf»; оповідання)
- 1955 — «Дійові особи» (англ. «The Odd Ones»; оповідання)
- 1960 — «Добрий час» (англ. «The Hours Are Good»; оповідання)
- 1963 — «Додому з берега» (англ. «Home From the Shore»)
- 1957 — «Дон Джонс» (англ. «Don Jones»; повість)
- 1957 — «Дракон і Джордж» (англ. «The Dragon and the George»)
- 1954 — «Друг бджіл» (англ. «Fellow of the Bees»; повість)
- 1957 — «Друг на все життя» (англ. «Friend for Life»; оповідання)

### З
- 1957 — «З маслом та гірчицею» (англ. «With Butter and Mustard»; оповідання)
- 1955 — «З народу» (англ. «Of the People»; оповідання)
- 1961 — «З темряви» (англ. «Out of the Darkness»; оповідання)
- 1954 — «Забери мене додому» (англ. «Carry Me Home»; повість)
- 1952 — «Загарбники» (англ. «The Invaders»; повість)
- 1980 — «Загублений Дорсаї» (англ. «Lost Dorsai»; повість)
- 1958 — «Запитання» (англ. «The Question»; оповідання)
- 1956 — «Зелена будівля» (англ. «The Green Building»; оповідання)
- 1965 — «Зелений тигр» (англ. «Tiger Green»; повість)
- 1956 — «Зіпсдей» (англ. «Zeepsday»; оповідання)
- 1953 — «Злам Джеррі МакКлауда» (англ. «The Breaking of Jerry McCloud»; оповідання)
- 1965 — «Зловити Тартара» (англ. «Catch a Tartar»; повість)
- 1983 — «Злочин Наполеона» (англ. «The Napoleon Crime»; повість)
- 1951 — «Зоряний дурень» (англ. «The Star Fool»; оповідання)

### І
- 1959 — «І Ґаблін До» (англ. «E Gubling Dow»; оповідання)
- 1962 — «І настав мир» (англ. «And Then There Was Peace»; оповідання)
- 1955 — «Ідеально відрегульований» (англ. «Perfectly Adjusted»; повість)
- 1962 — «Ідіот Солвант» (англ. «Idiot Solvant»; оповідання)
- 1954 — «Історія одного випадку» (англ. «A Case History»; оповідання)
- 1964 — «ІТ, з найтемніших джунглів» (англ. «IT, Out of Darkest Jungle»; повість)

### Й
- 1955 — «Йо Го Гока!» (англ. «Yo Ho Hoka!»; повість)

### К
- 1958 — «Кар'єр» (англ. «The Quarry»; оповідання)
- 1960 — «Кнопка, кнопка» (англ. «Button, Button»; оповідання)
- 1962 — «Кого наважиться з'їсти Бульбур?» (англ. «Who Dares a Bulbur Eat?»; оповідання)
- 1965 — «Коливання ф'ючерсів» (англ. «A Wobble in Wockii Futures»; повість)
- 1965 — «Комп'ютери не сперечаються» (англ. «Computers Don't Argue»; оповідання)
- 1953 — «Контрподразник» (англ. «Counter-Irritant»; оповідання)
- 1971 — «Коротун-законник» (англ. «The Law-Twister Shorty»; повість)
- 1961 — «Кохай мене по-справжньому» (англ. «Love Me True»; оповідання)

### Л
- 1960 — «Літні гості» (англ. «The Summer Visitors»; оповідання)
- 1954 — «Лулунґоміна» (англ. «Lulungomeena»; оповідання)
- 1959 — «Людина в поштовому пакеті» (англ. «The Man in the Mailbag»; повість)
- 1964 — «Людина з Землі» (англ. «The Man from Earth»; оповідання)
- 1953 — «Людина, яку відкинули світи» (англ. «The Man the Worlds Rejected»; повість)
- 1957 — «Людина-небезпека» (англ. «Danger—Human»; оповідання)

### М
- 1957 — «М. С. знає краще» (англ. «MX Knows Best»; повість)
- 1970 — «Маверік» (англ. «Maverick»), також відома як «Пішохід між літаками» (англ. «Walker Between the Planes»; повість)
- 1951 — «Мавпячий ключ» (англ. «The Monkey Wrench»; оповідання)
- 1953 — «Малюки в лісі» (англ. «Babes in the Wood»; оповідання)
- 1957 — «Маскування та перевдягання» (англ. «Cloak and Stagger»; повість)
- 1955 — «Метро» (англ. «The Underground»; повість)
- 1952 — «Мишоловка» (англ. «The Mousetrap»; оповідання)
- 1961 — «Мінотавр» (англ. «Minotaur»; оповідання)
- 1957 — «Місія порятунку» (англ. «Rescue Mission»; оповідання)
- 1955 — «Місяць, червень, ложка, крук» (англ. «Moon, June, Spoon, Croon»; оповідання)
- 1959 — «Мрійник» (англ. «The Dreamsman»; оповідання)

### Н
- 1964 — «На горі вісника» (англ. «On Messenger Mountain»; повість)
- 1960 — «Навряд чи це справедливо» (англ. «It Hardly Seems Fair»), також відома як «Смертний і чудовисько» (англ. «The Mortal and the Monster»; повість)
- 1966 — «Називайте Його Господом» (англ. «Call Him Lord»; оповідання)
- 1955 — «Наша перша смерть» (англ. «Our First Death»; повість)
- 1957 — «Недипломатичний імунітет» (англ. «Undiplomatic Immunity»; повість)
- 1952 — «Незнайомець» (англ. «The Stranger»; оповідання)
- 1982 — «Нехай благословить їх Господь» (англ. «God Bless Them»; повість)

### О
- 1960 — «Один на лаві підсудних» (англ. «One on Trial»; оповідання)
- 1970 — «Операція "Р-кнопка"» (англ. «Operation P-Button»; віньєтка)
- 1960 — «Останній сон» (англ. «The Last Dream»; оповідання)
- 1958 — «Остання подорож» (англ. «Last Voyage»; оповідання)

### П
- 1954 — «Пані Прінкс» (англ. «Miss Prinks»; оповідання)
- 1960 — «Пекельні сидіння» (англ. «Seats of Hell»; повість)
- 1959 — «Після похорону» (англ. «After the Funeral»; оповідання)
- 1970 — «Пішохід між літаками» (англ. «Walker Between the Planes»; повість)
- 1956 — «Плаский тигр» (англ. «Flat Tiger»; оповідання)
- 1980 — «Плащ і посох» (англ. «The Cloak and the Staff»; повість)
- 1977 — «По той бік річки» (англ. «Across the River; оповідання)
- 1959 — «Повернення до дому» (англ. «Homecoming»; оповідання)
- 1957 — «Повний комплект («Вітер Гоки»)» (англ. «Full Pack» («Hokas Wild»); повість)
- 1955 — «Поворот» (англ. «Turnabout»; повість)
- 1954 — «Повстанці» (англ. «The Rebels»; оповідання)
- 1985 — «Поза межами Дар аль-Харба» (англ. «Beyond the Dar Al-Harb»; повість)
- 1952 — «Покажи мені шлях додому» (англ. «Show Me the Way to Go Home»; оповідання)
- 1951 — «Помилковість їхніх шляхів» (англ. «The Error of Their Ways»; оповідання)
- 1950 — «Порушення!» (англ. «Trespass!»)
- 1953 — «Похмурий і безплідний край» (англ. «The Bleak and Barren Land»; повість)
- 1953 — «Пригода загубленого гончака» (англ. «The Adventure of the Misplaced Hound»; повість)
- 1951 — «Приязна людина» (англ. «The Friendly Man»; оповідання)
- 1975 — «Про» (англ. «Pro»)
- 1991 — «Про війну, кодекси та честь» (англ. «Of War and Codes and Honor»; оповідання)
- 1965 — «Проривна банда» (англ. «Breakthrough Gang»; оповідання)

### Р
- 1959 — «Р А» (англ. «The R of A»; оповідання)
- 1955 — «Радість у Мадвіллі» (англ. «Joy in Mudville»; повість)
- 1961 — «Реабілітований» (англ. «Rehabilitated»; оповідання)
- 1958 — «Рекс і пан Реджілла» (англ. «Rex and Mr. Rejilla»; оповідання)
- 1952 — «Рикошет на Мізі» (англ. «Ricochet on Miza»; оповідання)
- 1958 — «Різдвяний подарунок» (англ. «The Christmas Present»; 1958, оповідання)

### С
- 1962 — «Сальманазар» (англ. «Salmanazar»; оповідання)
- 1961 — «Село з привидами» (англ. «The Haunted Village»; повість)
- 1954 — «Сильна права рука Ітко» (англ. «Itco's Strong Right Arm»; повість)
- 1963 — «Складний шлях» (англ. «The Hard Way»; повість)
- 1952 — «Слухай» (англ. «Listen»; оповідання)
- 1961 — «Смак влади» (англ. «A Taste of Tenure»; повість)
- 1964  — «Солдате, не питай» (англ. «Soldier, Ask Not»; повість)
- 1954 — «Спасіння» (англ. «Rescue»; оповідання)
- 1958 — «Справа техніки» (англ. «A Matter of Technique»; оповідання)
- 1961 — «Спритність розуму» (англ. «Sleight of Wit»; повість)
- 1962 — «Срібні дахи» (англ. «Roofs of Silver»; повість)
- 1952 — «Сталевий брат» (англ. «Steel Brother»; повість)
- 1969 — «Стародавній ворог мій» (англ. «Ancient, My Enemy»; повість)
- 1956 — «Суворо конфіденційно» (англ. «Strictly Confidential»; оповідання)
- 1965 — «Суповий камінь» (англ. «Soupstone»; повість)

### Т
- 1972 — «Те, що належить кесареві» (англ. «Things Which Are Caesar's»; повість)
- 1957 — «Темпус Нон Ф'юджіт» (англ. «Tempus Non Fugit»; повість)
- 1953 — «Трійка» (англ. «The Three»; оповідання)
- 1962 — «Тюбетейка Наполеона» (англ. «Napoleon's Skullcap»; оповідання)

### У
- 1953 — «У Гока-Синьо-Вінчезе» (англ. «In Hoka Signo Vinces»; оповідання)
- 1974 — «У залізні роки» (англ. «In Iron Years»; повість)
- 1966 — «У кістці» (англ. «In the Bone»; 1966, оповідання)
- 1974 — «Увійти як пілігрим» (англ. «Enter a Pilgrim»; оповідання)
- 1959 — «Улов» (англ. «The Catch»; оповідання)
- 1965 — «Унція емоцій» (англ. «An Ounce of Emotion»; повість)

### Ф
- 1957 — «Фідо» (англ. «Fido»; оповідання)
- 1958 — «Фліґл Фліґла» (англ. «Fleegl of Fleegl»; оповідання)

### Ц
- 1953 — «Цвинтар» (англ. «Graveyard»; повість)

### Ч
- 1977 — «Часовий шторм» (англ. «Time-Storm»)
- 1957 — «Чи є роботи добрими?» (англ. «Robots are Nice?»; оповідання)
- 1954 — «Чорний Чарлі» (англ. «Black Charlie»; оповідання)
- 1954 — «Чудернацька тварина» (англ. «The Queer Critter»; оповідання)
- 1976 — «Чудовисько і панночка» (англ. «The Monster and the Maiden»; повість)

### Ш
- 1969 — «Шакаляче м'ясо» (англ. «Jackal's Meal»; повість)
- 1951 — «Шериф ущелини Ґалч» (англ. «The Sheriff of Canyon Gulch»), також відоме як «Створені герої» (англ. «Heroes Are Made»; оповідання)
- 1964 — «Шлях дельфіна» (англ. «Dolphin's Way»; оповідання)

### Я
- 1959 — «Я намагався тобі сказати» (англ. «I've Been Trying to Tell You»; оповідання)
- 1961 — «Якими б не були боги» (англ. «Whatever Gods There Be»; оповідання)

## Вірші

### А
- 1984 — «Армагеддон» (англ. «Armageddon»)

### Б
- 1961 — «Балада про Шошону» (англ. «Ballad of the Shoshonu»; пісня)

- 1964 — «Бойовий гімн воїнів-друзів» (англ. «Battle Hymn of the Friendly Soldiers»)

### В
- 1984 — «Випередження» (англ. «A Outrance»)

### Е
- 1959 — «Екскурсія» (англ. «Guided Tour»)

### К
- 1984 — «Коричнева людина» (англ. «The Brown Man»)

### Т
- 1975 — «Ти Прентис і ти Дракон» (англ. «Ye Prentice and Ye Dragon»)